# Hendrik Herman Douma
Hendrik Herman Douma (Schettens, 25 mei 1911 – Spanje, 29 februari 1996) was een Nederlands politicus van de ARP.
Hij werd geboren als zoon van ds. Jan Douma (1881-1945) en Reintje Sijtsma (1887-1974). Hij is afgestudeerd in de rechten aan de Vrije Universiteit Amsterdam en werd begin 1938 volontair bij de gemeentesecretarie van Leeuwarderadeel. Eind 1939 werd hij benoemd tot tijdelijk ambtenaar bij de gemeentesecretarie van Vlissingen en later werkte hij bij de gemeente Kollumerland en Nieuwkruisland. Bij die laatste gemeente was hij commies voor hij in mei 1946 benoemd werd tot burgemeester van Andijk. In 1954 volgde zijn benoeming tot burgemeester van Barendrecht. Daarnaast was hij lid van de Provinciale Staten van Zuid-Holland. In 1967 werd Douma de burgemeester van Zwijndrecht. In juni 1976 ging hij met pensioen.
In 1971 werd Douma benoemd tot Officier in de Orde van Oranje-Nassau. Hij overleed in Spanje op 84-jarige leeftijd.